# کم‌چاینا

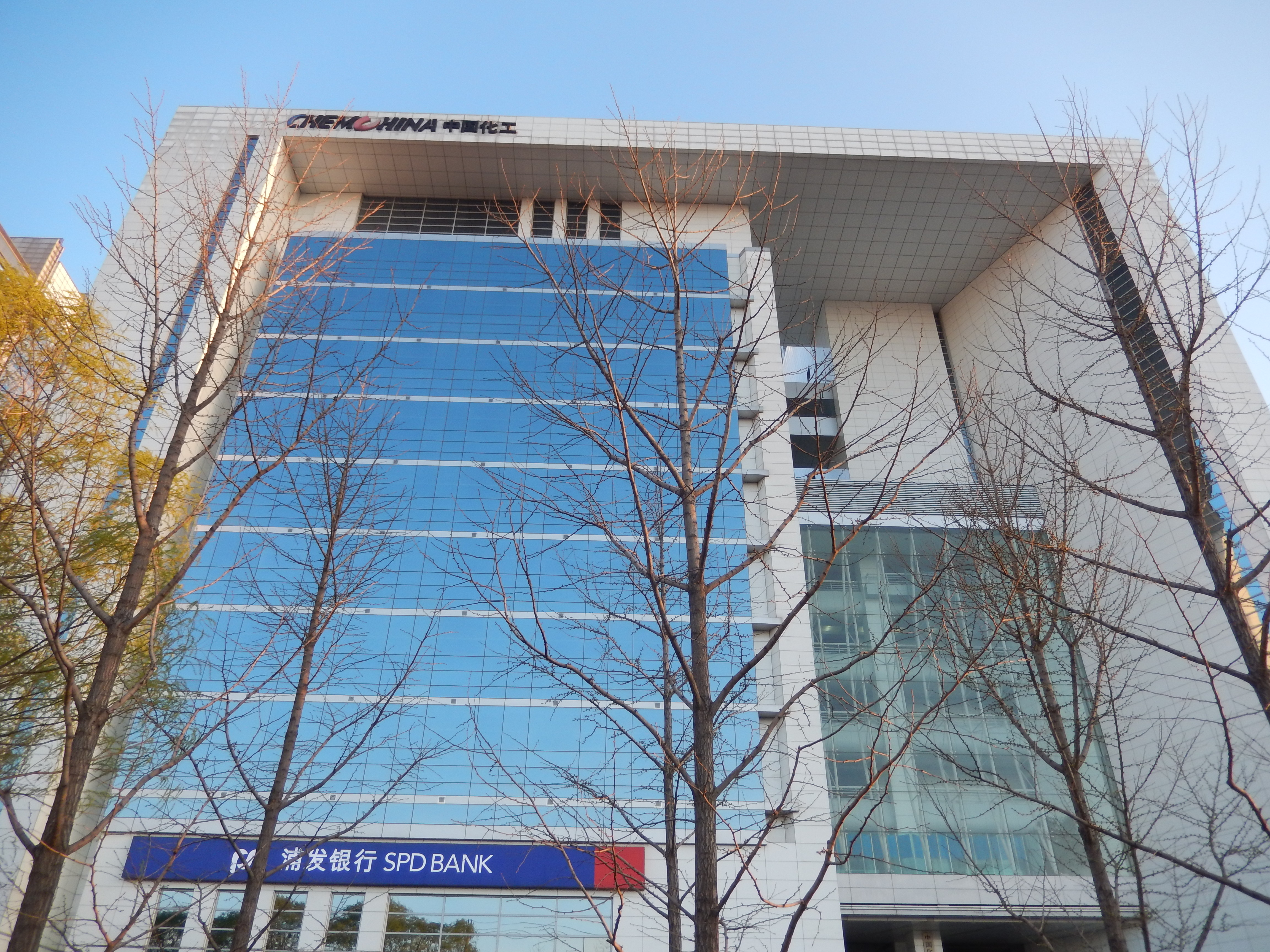
شرکت چم چاینا تولیدکننده مواد شیمیایی

شرکت ملی شیمیایی چین (به انگلیسی: China National Chemical Corporation) که با نام کم‌چاینا (به انگلیسی: ChemChina) نیز شناخته می‌شود، یک شرکت شیمیایی چینی است، که در زمینه تولید مواد اولیه صنایع کشاورزی، لاستیک، پتروشیمی و مواد اولیه صنایع شیمیایی فعالیت می‌کند. این شرکت در سال ۲۰۰۴ میلادی بنیانگذاری شد.